# 석충
패왕 석충(沛王 石沖, ? ~ 349년)은 오호 십육국 시대 후조의 황족으로, 상당군 무향현 사람이다. 제3대 황제(천왕) 석호(무제)의 아들이다.

## 생애
패왕(沛王)으로 봉해졌고, 계주(薊州)를 진수하였다.
석호가 죽자 그의 어린 아들인 석세가 즉위하였으나 오래지 않아 이복형인 팽성왕(彭城王) 석준에게 폐위당하고 살해되었다. 석준이 자립하여 황제가 되자 석충은 여러 막료와 장좌들에게 말하였다. "석세는 선제의 명을 받았는데, 석준이 그를 폐하고 죽였으니 죄가 막대하다. 내가 친히 그를 토벌해야 하겠다." 이에 석충은 영북장군(寧北將軍) 목견(沐堅)을 남겨 그로 하여금 유주(幽州)를 지키게 하였고, 자신은 무리 5만 명을 이끌고 남하하면서 격문을 연(燕), 조(趙) 지역에 돌렸다. 격문이 이르는 곳에서는 사람들이 구름처럼 모여들어 석충에게 호응하였다. 석충이 상산(常山)에 이르렀을 때 그를 따르는 군대가 10여 만이나 되었고, 원향(苑鄕)에 주둔하였다. 이때 석준은 대사면령을 내리고 석충을 태보(太保)로 삼았다. 이에 석충은 "석세와 석준은 모두 나의 동생들이다. 하지만 죽은 자는 다시 살아날 수가 없으니, 굳이 다시 형제 간에 서로를 죽여야 하겠는가?"라고 하였고, 즉시 군사를 돌리고자 하였다. 석충의 부장(部將) 진섬(陳暹)이 말하였다. "팽성왕이 제위를 빼앗고 황제를 시해한 뒤 스스로를 높였으니, 죄가 너무 큽니다. 비록 대왕께서는 북쪽으로 돌아가신다지만 신은 남쪽으로 향하여 경사를 평정하고 팽성왕을 잡은 뒤 다시 대가(大駕)를 봉영하도록 하겠습니다." 이에 석충은 돌아가지 않고 계속 남하하였다. 석준은 장군 왕탁(王擢)으로 하여금 말을 타고 가서 서신을 전해 석충을 설복시키려 하였으나, 석충은 듣지 않았다. 마침내 석준은 도독중외제군사(都督中外諸軍事), 보국대장군(輔國大將軍), 무흥공(武興公)인 석민과 사공(司空) 이농 등으로 하여금 정예병 10만 명을 이끌고 석충을 토벌하게 하였다. 석민과 이농은 석충과 평극(平棘)에서 교전하였고, 석충은 크게 패한 뒤 원씨(元氏)에서 사로잡혀 죽임을 당했다. 석충의 군사 3만 여명도 갱살당했다.